# پدرسالاری

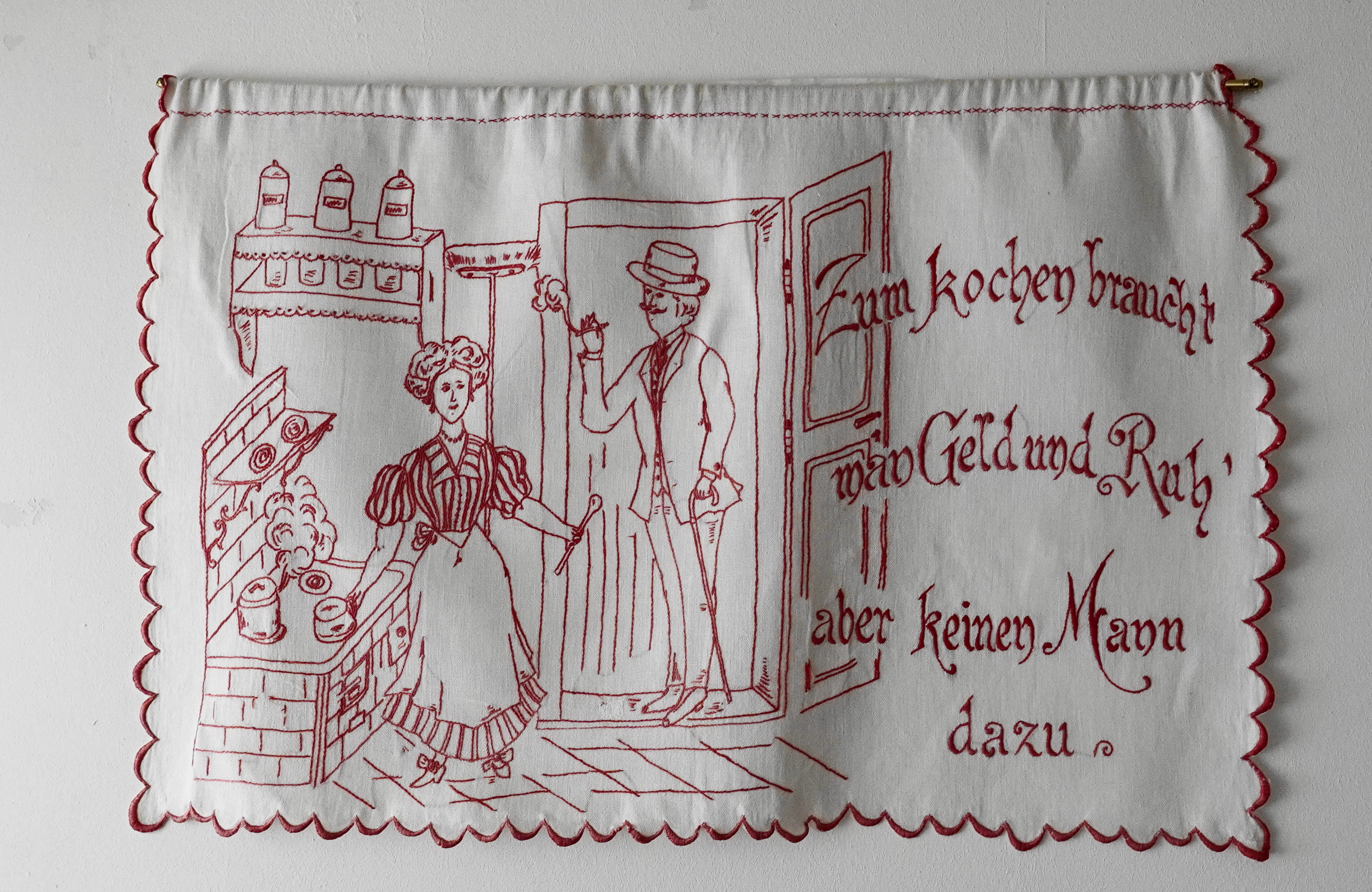
اثری در نمایشگاهTuchfühlung، قلعه استراسبورگ، اتریش

پدرسالاری یا مردسالاری (به انگلیسی: Patriarchy) مجموعه و گستره‌ای از ارزش‌ها، آداب، نحوه برخورد و نظام قانونی و حکومتی‌ست که بر اساس برتری مردان، خصلتهای مردانه با منسوب به مردانه بنا شده است. این سیستم، قدیمی‌ترین سیستم در جهان به شمار میرود و به دلیل ریشه‌دوانی در تار و پود جامعه، از فضا و روابط خصوصی تا ضوابط و قوانین حکومتی و بین‌المللی، آگاهی به آن و نقد آن در مواردی بسیار دشوار است. در فارسی، پدرسالاری و مردسالاری به یک معنا استفاده می‌شوند و معادل انگلیسی آن پاتریارکی است. در جوامع متفاوت، مردسالاری به طرق متفاوت بارز می‌شود،‌ کنترل بدن زنان، تا قوانین ازدواج، تا قوانین اجتماعی میتواند تحت تاثیر این دیدگاه باشد. 
در جامعه‌شناسی و انسان‌شناسی نوعی نظام اجتماعی و نظام دودمانی و حکومتی است که در آن مرد یا بزرگ‌ترین جنس نر طایفه، سرپرست خانواده یا طایفه حساب می‌شود. قوانین ارث، وصلت، حضانت فرزند و سایر روابط فامیلی براساس نسبت به جنس مذکر و اولویت دادن به مردان یا پدران نوشته می‌شوند.  گاهی برای اشاره به حمایت از حقوق یا نیازهای مردان یا پسران؛ و حمایت یا معرفی ویژگی‌هایی (نظرات، ارزش‌ها، خصوصیات، عادت‌ها) که برای مردان و پسران عادی و مبارزه با مردانگی نوین قلمداد می‌شود از ماسکولیسم (مردگرایی) استفاده می‌شود.

## تعریف
پدرسالاری یا واژهٔ نزدیک به آن (مردسالاری)، برای نشان دادن نظام قدرت در جوامع به کار می‌رود. در جوامع پدر سالار و در قالب خانوار، اقتدار، توسط وراثت اعضای مذکر خانواده انتقال پیدا می‌کند. پدر در خانوادهٔ پدر سالار بر تمام اعضای خانواده سلطه دارد.
گاه به جای واژهٔ «پدرسالاری» از واژهٔ «مردسالاری» نیز استفاده می‌شود، اما در بعضی از موارد تفاوت اندکی بین این دو واژه قائل می‌شوند و استدلالشان این است که مردسالاری تنها برخی از جنبه‌های نظام پدرسالارانه را شامل می‌شود و به گروه خاصی از مردان اشاره می‌کند. پدرسالاری، نامی است برای نظام و ساختاری که از راه نهادهای اجتماعی، سیاسی و اقتصادی ِ خود زنان را زیر سلطه دارد. در زبان انگلیسی برای پدرسالاری از واژهٔ «Patriarchy» استفاده می‌شود و برای مردسالاری از واژهٔ «Masculism» استفاده می‌شود.

## خصوصیات
در جوامع مرد سالار، مردان، همه تصمیمات را در جامعه می‌گیرند. آن‌ها همچنین تمام (یا اکثریت قریب به اتفاق) مواضع قدرت و اقتدار را در اختیار دارند و برتر به حساب می‌آیند.